# Bertricourt
Bertricourt – miejscowość i gmina we Francji, w regionie Hauts-de-France, w departamencie Aisne.
Według danych na rok 1990 gminę zamieszkiwało 66 osób, a gęstość zaludnienia wynosiła 15 osób/km². W styczniu 2014 roku Bertricourt zamieszkiwały 164 osoby, przy gęstości zaludnienia wynoszącej 37,3 osób/km².